# Bandai
Bandai Co., Ltd. (яп. 株式会社バンダイ кабусики-гайся Бандай) — японская компания, специализирующаяся на производстве игрушек и видеоигр. Является третьим крупнейшим производителем игрушек в мире (после Mattel и Hasbro). Среди другой её продукции: одежда, коллекционные модели, кондитерские изделия и др. Штаб-квартира компании располагается в токийском районе Тайто
По состоянию на 2002 год компания была частью Bandai Group, куда также входили компании Sunrise Inc. (производство аниме, как для телевидения, так и для киноэкрана и др.), Bandai Visual, Bandai Networks (была выделена из Bandai в отдельную компанию в сентябре 2001 года; специализировалась на сетевом контенте для мобильных телефонов и персональных компьютеров).
После слияния с производителем видеоигр и оператором мест развлечений Namco компания Bandai Company Ltd. стала частью управляемой холдингом Bandai Namco Holdings группы компаний Bandai Namco Group.

## История
Компания Bandai была основана в 1950 году. В 1960-е годы компания расширила масштаб своей деятельности, начав продавать игрушки на экспорт. Производимый ею с 1962 года набор гоночных машинок имел головокружительный успех. В 1970-х годах компания продолжала расширяться: в 1971 году была основана компания Bandai Models. Бандаевские боевые бронированные машинки масштаба 1/48, пусть и не будучи самым прибыльном для компании модельным направлением, доминировали на своём сегменте рынка. В 1978 году для того, чтобы заниматься продажами и маркетингом в США, была основана компания Bandai America Inc. В 1980-е годы Bandai представила серию сборных игрушечных американских горок «Spacewarp» (с катящимся шариком).
С 1980-х годов Bandai становится ведущим производителем игрушек Японии. До сих пор ей принадлежат лицензии на такие популярные японские франшизы, как Daikaiju, Ultraman, Super Robot, Kamen Rider, Super Sentai и Power Rangers и Gundam.
В конце 1990-х годов руководства «Бандая» и «Сеги» обсуждали перспективы слияния двух компаний и проголосовали «за», но после крупномасштабных протестов в среднем руководящем звене «Бандая» слияние было отменено по причине, как было объявлено, «культурных различий».